# Gary McAllister
Pour les articles homonymes, voir McAllister.
Gary McAllister, (né le 25 décembre 1964 à Motherwell) est un footballeur écossais. Il fait partie du Tableau d'honneur de l'équipe d'Écosse de football, où figurent les internationaux ayant reçu plus de 50 sélections pour l'Écosse, étant inclus en avril 1997.

## Biographie
Évoluant au poste de milieu de terrain offensif, il compte 57 sélections et 5 buts en équipe d'Écosse. Il dispute la coupe du monde 1990, l'Euro 1992 et l'Euro 1996.
Il fait partie de l'équipe de Liverpool de Gérard Houllier qui remporte cinq trophées durant l'année 2001 (coupe UEFA, Supercoupe d'Europe, FA Cup, League Cup et Charity Shield).

## Carrière

### Joueur
- 1981-1985 : Motherwell  Écosse (70 matchs, 8 buts)
- 1985-1990 : Leicester City  Angleterre (201 matchs, 47 buts)
- 1990-1996 : Leeds United  Angleterre (294 matchs, 45 buts)
- 1996-2000 : Coventry City  Angleterre (140 matchs, 26 buts)
- 2000-2002 : Liverpool  Angleterre (87 matchs, 9 buts)
- 2002-2003 : Coventry City  Angleterre (entraîneur-joueur) (60 matchs, 12 buts)

### Entraîneur
- 2002 - 2004 : Coventry City  Angleterre (entraîneur-joueur)
- jan.2008 - déc.2008 : Leeds United  Angleterre
- sept. 2010-2011 : Aston Villa  Angleterre (entraîneur-adjoint)

## Palmarès

### En club
- Vainqueur de la Supercoupe d'Europe en 2001 avec Liverpool
- Vainqueur de la Coupe de l'UEFA en 2001 avec Liverpool
- Champion d'Angleterre en 1992 avec Leeds United
- Vainqueur de la Coupe d'Angleterre en 2001 avec Liverpool
- Vainqueur de la Coupe de la Ligue anglaise en 2001 avec Liverpool
- Vainqueur du Charity Shield en 1992 avec Leeds United et en  2001 avec Liverpool
- Champion d'Écosse de Division 2 en 1985 avec Motherwell
- Vice-champion d'Angleterre en 2002 avec Liverpool

### EnÉquipe d'Écosse
- 57 sélections et 5 buts entre 1984 et 1999
- Participation à la Coupe du Monde en 1990 (Premier Tour)
- Participation au Championnat d'Europe des Nations en 1992 (Premier Tour) et en 1996 (Premier Tour)